# Сент-Френсіс (Канзас)
Сент-Френсіс (англ. St. Francis) — місто (англ. city) в США, в окрузі Шаєнн штату Канзас. Населення — 1263 особи (2020).

## Географія
Сент-Френсіс розташований за координатами 39°46′17″ пн. ш. 101°48′5″ зх. д. / 39.77139° пн. ш. 101.80139° зх. д. (39.771475, -101.801504).  За даними Бюро перепису населення США в 2010 році місто мало площу 2,24 км², уся площа — суходіл.

### Клімат
| Клімат : Сент-Френсіс              | Клімат : Сент-Френсіс | Клімат : Сент-Френсіс | Клімат : Сент-Френсіс | Клімат : Сент-Френсіс | Клімат : Сент-Френсіс | Клімат : Сент-Френсіс | Клімат : Сент-Френсіс | Клімат : Сент-Френсіс | Клімат : Сент-Френсіс | Клімат : Сент-Френсіс | Клімат : Сент-Френсіс | Клімат : Сент-Френсіс | Клімат : Сент-Френсіс |
| Показник                           | Січ.                  | Лют.                  | Бер.                  | Квіт.                 | Трав.                 | Черв.                 | Лип.                  | Серп.                 | Вер.                  | Жовт.                 | Лист.                 | Груд.                 | Рік                   |
| Абсолютний максимум, °C            | 27,2                  | 28,3                  | 33,3                  | 36,1                  | 39,4                  | 42,8                  | 43,9                  | 43,3                  | 40,6                  | 40,0                  | 31,7                  | 26,7                  | 43,9                  |
| Середній максимум, °C              | 5,0                   | 8,4                   | 12,7                  | 18,0                  | 23,2                  | 29,8                  | 32,9                  | 31,8                  | 27,2                  | 20,7                  | 11,2                  | 6,4                   | 19,0                  |
| Середня температура, °C            | −2,7                  | 0,2                   | 4,4                   | 9,6                   | 15,3                  | 21,6                  | 24,6                  | 23,4                  | 18,2                  | 11,2                  | 3,2                   | −1,4                  | 10,7                  |
| Середній мінімум, °C               | −10,4                 | −7,9                  | −3,9                  | 1,1                   | 7,4                   | 13,3                  | 16,3                  | 15,0                  | 9,2                   | 1,8                   | −4,8                  | −9,2                  | 2,4                   |
| Абсолютний мінімум, °C             | −31,7                 | −31,7                 | −28,9                 | −17,8                 | −8,3                  | 0,6                   | 5,0                   | 0,6                   | −7,8                  | −16,1                 | −22,8                 | −35                   | −35                   |
| Норма опадів, мм                   | 13                    | 12                    | 30                    | 44                    | 80                    | 65                    | 75                    | 54                    | 29                    | 26                    | 19                    | 10                    | 457                   |
| ---------------------------------- | --------------------- | --------------------- | --------------------- | --------------------- | --------------------- | --------------------- | --------------------- | --------------------- | --------------------- | --------------------- | --------------------- | --------------------- | --------------------- |
| Джерело: NOAA (normals, 1971–2000) |                       |                       |                       |                       |                       |                       |                       |                       |                       |                       |                       |                       |                       |

## Демографія
Згідно з переписом 2010 року, у місті мешкало 1329 осіб у 650 домогосподарствах у складі 357 родин. Густота населення становила 593 особи/км².  Було 768 помешкань (342/км²).
Расовий склад населення:
| - 98,2 % — білих - 1,1 % — азіатів - 0,2 % — корінних американців - 0,1 % — чорних або афроамериканців |

До двох чи більше рас належало 0,2 %. Частка іспаномовних становила 3,8 % від усіх жителів.
За віковим діапазоном населення розподілялося таким чином: 18,7 % — особи молодші 18 років, 49,5 % — особи у віці 18—64 років, 31,8 % — особи у віці 65 років та старші. Медіана віку мешканця становила 51,7 року. На 100 осіб жіночої статі у місті припадало 95,7 чоловіків;  на 100 жінок у віці від 18 років та старших — 87,8 чоловіків також старших 18 років.
Середній дохід на одне домашнє господарство  становив 50 787 доларів США (медіана — 38 036), а середній дохід на одну сім'ю — 67 215 доларів (медіана — 60 192). За межею бідності перебувало 4,5 % осіб, у тому числі 4,0 % дітей у віці до 18 років та 6,5 % осіб у віці 65 років та старших.
Цивільне працевлаштоване населення становило 624 особи. Основні галузі зайнятості: освіта, охорона здоров'я та соціальна допомога — 25,0 %, роздрібна торгівля — 17,8 %, сільське господарство, лісництво, риболовля — 11,2 %, будівництво — 7,2 %.